# Osztrovica ostroma (1523)
Osztrovica ostroma 1523-ban a törökök részéről zajlott, Gházi Huszrev bég vezérletével. Források hiányában nehéz megállapítani, hogy pontosan mikor ment végbe.

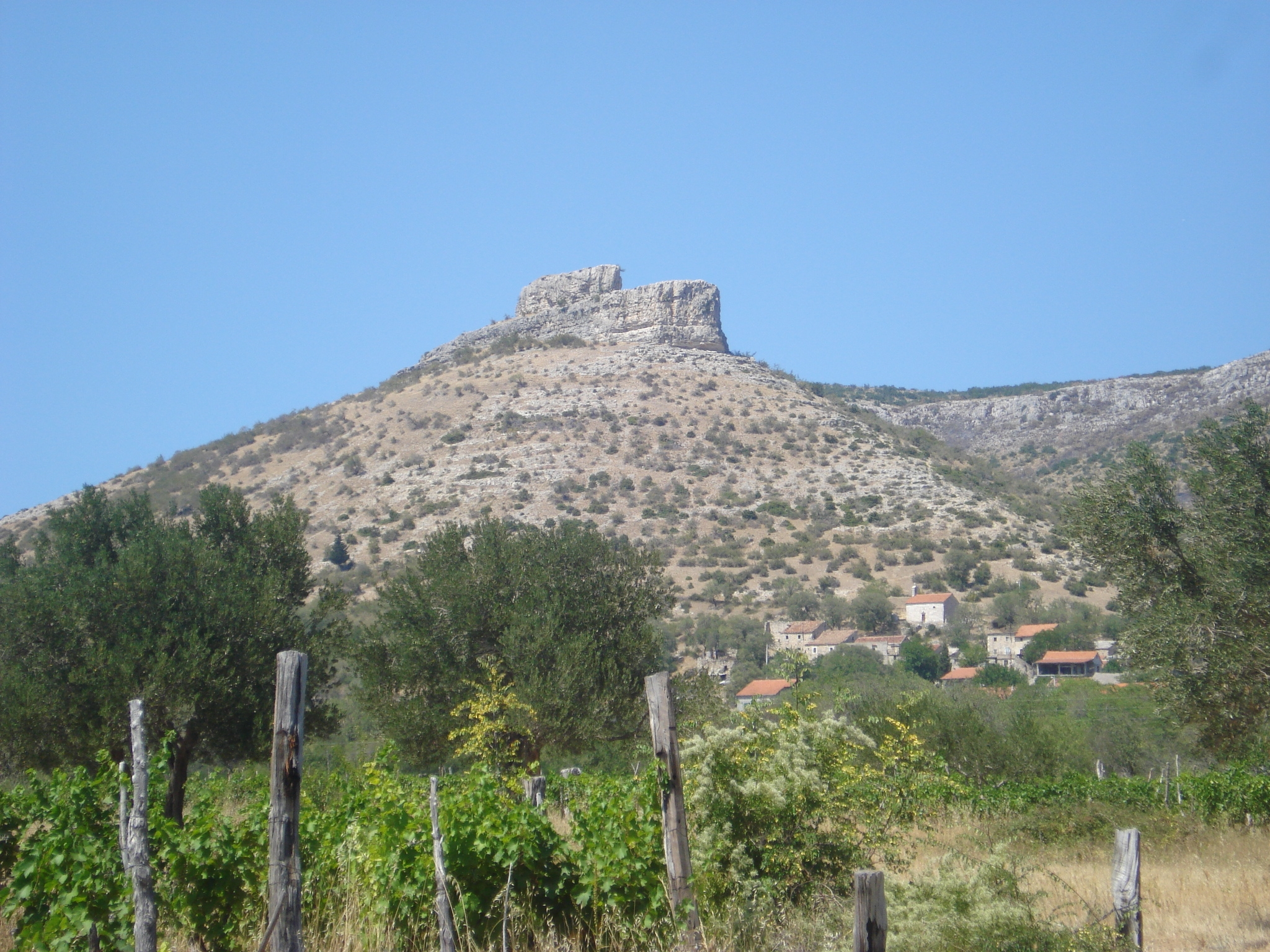
Osztrovica várának romjai napjainkban

Az erősséget Klissza után a legjelentősebb végvárnak tekintették Dalmáciában, főleg azután, hogy 1522-ben Knin elesett. A várat Karlovics János horvát bán építette, aki a török elleni harcokban kitüntette magát.
A várat a boszniai törökök harccal vették be a horvátoktól. Más jelentősebb erősség a vár eleste után Vrána közelében nem maradt és Klissza sem állt sokáig ellen a török támadásoknak.

## Külső hivatkozások
- 1521-1525-ig tartó korszak eseményei Magyarországon Archiválva 2014. július 19-i dátummal a Wayback Machine-ben
- Liptai Ervin (szerk.): Magyarország hadtörténete (Zrínyi Katonai Kiadó, Budapest, 1985) ISBN 9633263379